# Parīs Psaltīs
Parīs Psaltīs (in greco Πάρης Ψάλτης?; Nicosia, 12 novembre 1996) è un calciatore cipriota, difensore dell'Ethnikos Achnas.

## Carriera

### Club
Ha giocato nella prima divisione cipriota.

### Nazionale
Ha giocato nella nazionale cipriota Under-21.
Tra il 2016 ed il 2018 ha giocato 12 partite nell'Under-21 cipriota; nel 2021 ha esordito in nazionale maggiore.

## Statistiche

### Presenze e reti nei club
Statistiche aggiornate al 13 aprile 2021.
| Stagione                  | Squadra                   | Campionato                | Campionato | Campionato | Coppe nazionali | Coppe nazionali | Coppe nazionali | Coppe continentali | Coppe continentali | Coppe continentali | Altre coppe | Altre coppe | Altre coppe | Totale | Totale |
| Stagione                  | Squadra                   | Comp                      | Pres       | Reti       | Comp            | Pres            | Reti            | Comp               | Pres               | Reti               | Comp        | Pres        | Reti        | Pres   | Reti   |
| ------------------------- | ------------------------- | ------------------------- | ---------- | ---------- | --------------- | --------------- | --------------- | ------------------ | ------------------ | ------------------ | ----------- | ----------- | ----------- | ------ | ------ |
| 2014-2015                 | APOEL                     | A                         | 0          | 0          |                 | -               | -               |                    | -                  | -                  |             | -           | -           | 0      | 0      |
| 2015-2016                 | APOEL                     | A                         | 0          | 0          |                 | -               | -               |                    | -                  | -                  |             | -           | -           | 0      | 0      |
| Totale APOEL              | Totale APOEL              | Totale APOEL              | 0          | 0          |                 | -               | -               |                    | -                  | -                  |             | -           | -           | 0      | 0      |
| 2016-2017                 | Ermīs Aradippou           | A                         | 13         | 1          |                 | -               | -               |                    | -                  | -                  |             | -           | -           | 13     | 1      |
| 2017-2018                 | Ermīs Aradippou           | A                         | 31         | 0          | CC              | 2               | 0               |                    | -                  | -                  |             | -           | -           | 33     | 0      |
| 2018-2019                 | Ermīs Aradippou           | A                         | 26         | 0          | CC              | 3               | 0               |                    | -                  | -                  |             | -           | -           | 29     | 0      |
| Totale Ermīs Aradippou    | Totale Ermīs Aradippou    | Totale Ermīs Aradippou    | 70         | 1          |                 | 5               | 0               |                    | -                  | -                  |             | -           | -           | 75     | 1      |
| 2019-2020                 | Olympiakos Nicosia        | A                         | 22         | 1          | CC              | 1               | 0               |                    | -                  | -                  |             | -           | -           | 23     | 1      |
| 2020-2021                 | Olympiakos Nicosia        | A                         | 26         | 0          | CC              | 2               | 0               |                    | -                  | -                  |             | -           | -           | 28     | 0      |
| Totale Olympiakos Nicosia | Totale Olympiakos Nicosia | Totale Olympiakos Nicosia | 48         | 1          |                 | 3               | 0               |                    | -                  | -                  |             | -           | -           | 51     | 1      |
| Totale carriera           | Totale carriera           | Totale carriera           | 118        | 2          |                 | 8               | 0               |                    | -                  | -                  |             | -           | -           | 126    | 2      |

### Cronologia presenze e reti in nazionale
| Cronologia completa delle presenze e delle reti in nazionale ― Cipro | Cronologia completa delle presenze e delle reti in nazionale ― Cipro | Cronologia completa delle presenze e delle reti in nazionale ― Cipro | Cronologia completa delle presenze e delle reti in nazionale ― Cipro | Cronologia completa delle presenze e delle reti in nazionale ― Cipro | Cronologia completa delle presenze e delle reti in nazionale ― Cipro | Cronologia completa delle presenze e delle reti in nazionale ― Cipro | Cronologia completa delle presenze e delle reti in nazionale ― Cipro |
| Data                                                                 | Città                                                                | In casa                                                              | Risultato                                                            | Ospiti                                                               | Competizione                                                         | Reti                                                                 | Note                                                                 |
| -------------------------------------------------------------------- | -------------------------------------------------------------------- | -------------------------------------------------------------------- | -------------------------------------------------------------------- | -------------------------------------------------------------------- | -------------------------------------------------------------------- | -------------------------------------------------------------------- | -------------------------------------------------------------------- |
| 27-3-2021                                                            | Fiume                                                                | Croazia                                                              | 1 – 0                                                                | Cipro                                                                | Qual. Mondiali 2022                                                  | -                                                                    |                                                                      |
| 4-6-2021                                                             | Budapest                                                             | Ungheria                                                             | 1 – 0                                                                | Cipro                                                                | Amichevole                                                           | -                                                                    | 58’ 71’                                                              |
| 1-9-2021                                                             | Ta' Qali                                                             | Malta                                                                | 3 – 0                                                                | Cipro                                                                | Qual. Mondiali 2022                                                  | -                                                                    |                                                                      |
| 4-9-2021                                                             | Nicosia                                                              | Cipro                                                                | 0 – 2                                                                | Russia                                                               | Qual. Mondiali 2022                                                  | -                                                                    | 77’                                                                  |
| 7-9-2021                                                             | Bratislava                                                           | Slovacchia                                                           | 2 – 0                                                                | Cipro                                                                | Qual. Mondiali 2022                                                  | -                                                                    | 75’                                                                  |
| 8-10-2021                                                            | Larnaca                                                              | Cipro                                                                | 0 – 3                                                                | Croazia                                                              | Qual. Mondiali 2022                                                  | -                                                                    |                                                                      |
| 11-10-2021                                                           | Larnaca                                                              | Cipro                                                                | 2 – 2                                                                | Malta                                                                | Qual. Mondiali 2022                                                  | -                                                                    | 86’                                                                  |
| 11-11-2021                                                           | San Pietroburgo                                                      | Russia                                                               | 6 – 0                                                                | Cipro                                                                | Qual. Mondiali 2022                                                  | -                                                                    | 46’                                                                  |
| Totale                                                               |                                                                      | Presenze                                                             | 8                                                                    |                                                                      | Reti                                                                 | 0                                                                    |                                                                      |

## Palmarès

### Club

#### Competizioni nazionali
- Coppa di Cipro: 2

APOEL: 2014-2015
Omonia: 2022-2023
- Campionato cipriota: 2

APOEL: 2014-2015, 2015-2016
- Supercoppa di Cipro: 1

Omonia: 2021